# Gerhard Luther

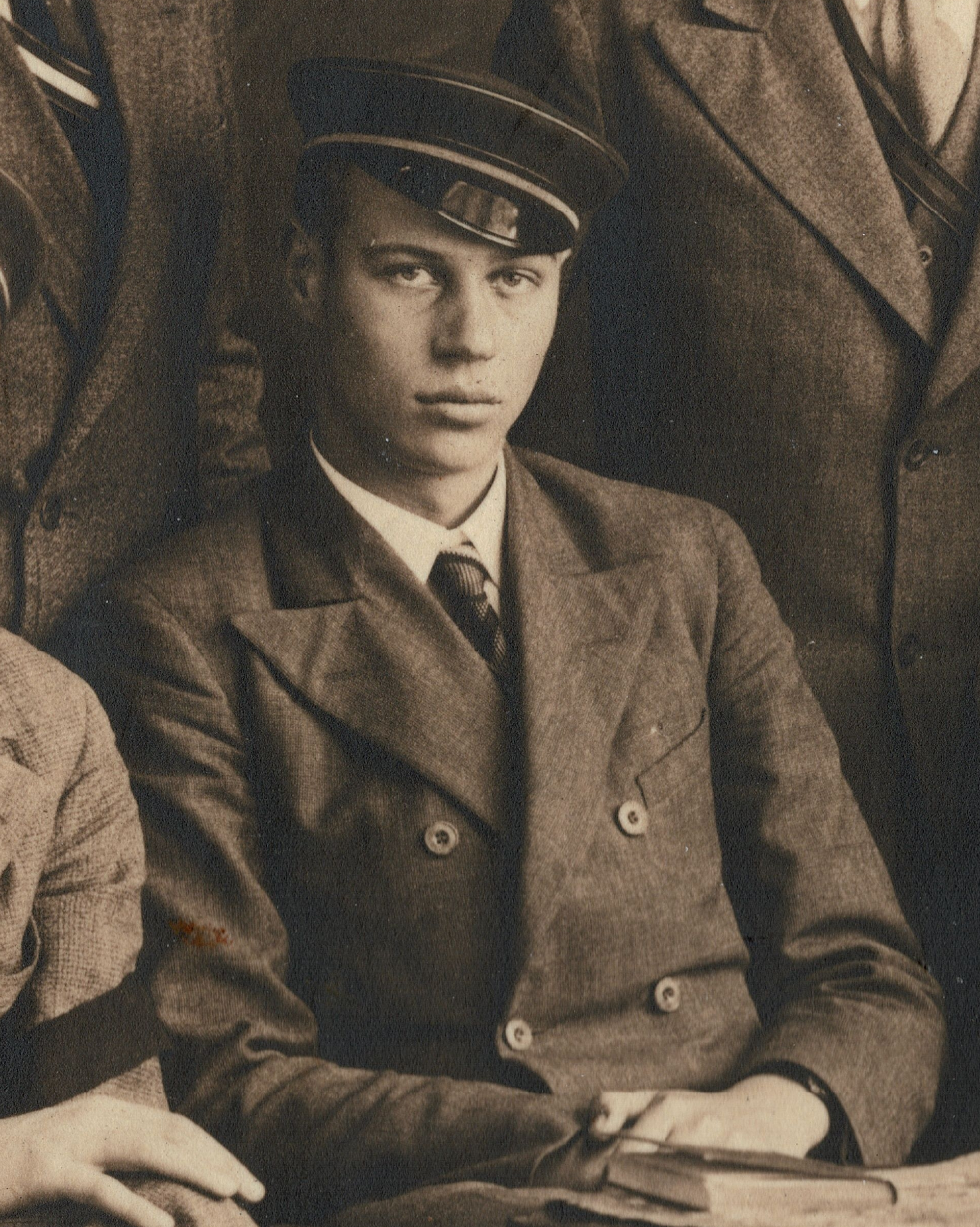
Gerhard Luther

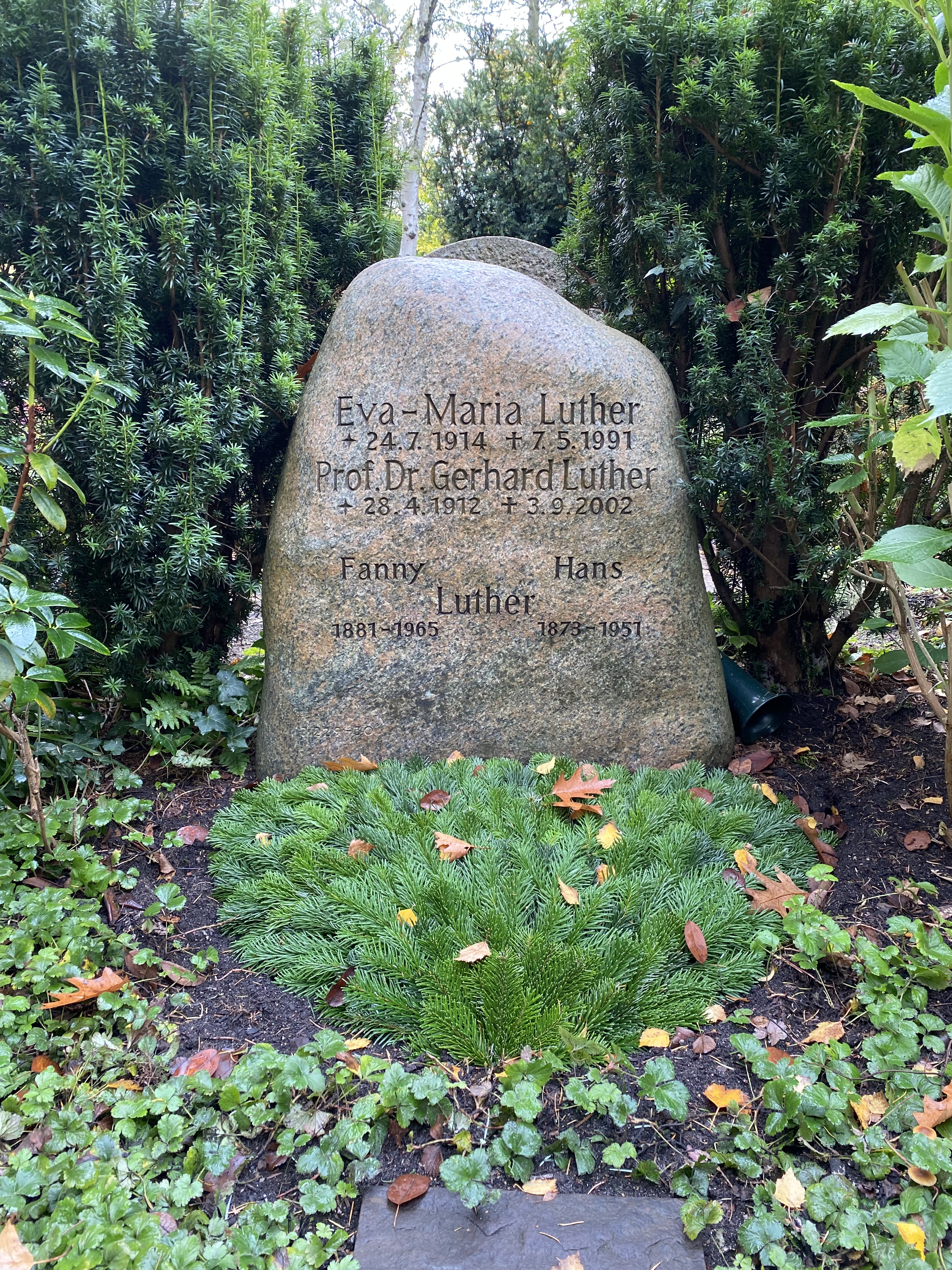
Grabstätte

Gerhard Luther (* 28. April 1912 in Berlin; † 3. September 2002 in Hamburg) war ein deutscher Rechtswissenschaftler.

## Leben
Als Neffe des Reichskanzlers Hans Luther studierte Gerhard Luther an der Universität Graz Rechtswissenschaft. 1931 wurde er im Corps Vandalia Graz recipiert. Am 10. Februar 1938 wurde er an der Friedrich-Wilhelms-Universität zu Berlin zum Dr. iur. promoviert. Im selben Jahr ging er als wissenschaftlicher Mitarbeiter an das Max-Planck-Institut für ausländisches und internationales Privatrecht. Als Soldat der Wehrmacht nahm er von 1942 bis 1945 am Zweiten Weltkrieg teil. Neben der Tätigkeit am MPI war er ab 1947 zugleich Richter in Hamburg. Die Universität Hamburg ernannte ihn 1962 zum Honorarprofessor für Internationales Strafrecht, Rechtsvergleichung und Jugendrecht und 1969 zum Professor (§ 73 UniG) für Internationales Strafrecht, Rechtsvergleichung und Jugendrecht. Luther war korrespondierendes Mitglied von UNIDROIT, Institut international pour l´unification du droit privé (Rom, 1972)
Er starb mit 90 Jahren und hinterließ zwei Kinder, Hansjörg und Barbara. Der Sohn war verheiratet mit Inge Luther geb. Oberth. Beigesetzt wurde Gerhard Luther auf dem Hamburger Friedhof Blankenese.

## Schriften
- Das italienische Jugendstrafrecht und Jugendfürsorgerecht in rechtsvergleichender Sicht. Bonn 1958, OCLC 603398828.
- Ehemündigkeit, Volljährigkeit, Strafmündigkeit. Rechtsvergleichende Studie zur Vereinheitlichung der Altersstufen im Zivil- und Strafrecht. Berlin-Spandau 1961, OCLC 850981243.
- Das deutsch-italienische Vollstreckungsabkommen und seine zukünftige Gestaltung. Karlsruhe 1966, OCLC 164249225.
- Einführung in das italienische Recht. Darmstadt 1968, OCLC 641437913.